# Якимівка (Генічеський район)
Яки́мівка — колишнє село в Україні, у Генічеській міській громаді Генічеського району Херсонської області. Населення становило 1 особа (2001 р.).
Село тимчасово окуповане російськими військами 24 лютого 2022 року.

## Історія
Під час організованого радянською владою Голодомору 1932—1933 років померло щонайменше 4 жителі села.
12 червня 2020 року, відповідно до Розпорядження Кабінету Міністрів України № 726-р «Про визначення адміністративних центрів та затвердження територій територіальних громад Херсонської області», увійшло до складу Генічеської міської громади.
17 липня 2020 року, в результаті адміністративно-територіальної реформи та ліквідації  колишнього Генічеського району увійшло до складу новоутвореного Генічеського району.
16 жовтня 2020 року, виключено з облікових даних рішенням XXXVII сесії Херсонської обласної ради VII скликання (рішення №1853).

### Російське вторгнення
24 лютого 2022 року село тимчасово окуповане російськими військами під час російсько-української війни.

## Населення
Згідно з переписом УРСР 1989 року чисельність наявного населення села становила 17 осіб, з яких 8 чоловіків та 9 жінок.
За переписом населення України 2001 року в селі мешкали 3 особи. 100 % населення вказало своєю рідною мовою українську мову.